# Leucosciara
Leucosciara är ett släkte av tvåvingar. Leucosciara ingår i familjen sorgmyggor.
Kladogram enligt Catalogue of Life:
| Leucosciara | \| \| Leucosciara imperfecta \| \| \| \| \| \| Leucosciara inana \| \| \| \| |
|             | \| \| Leucosciara imperfecta \| \| \| \| \| \| Leucosciara inana \| \| \| \| |
|             | Leucosciara imperfecta                                                       |
|             |                                                                              |
|             | Leucosciara inana                                                            |
|             |                                                                              |